# Лемферде
Лемферде (нім. Lemförde) — громада в Німеччині, розташована в землі Нижня Саксонія. Входить до складу району Діпгольц. Центр об'єднання громад Альтес-Амт-Лемферде.
Площа — 6,95 км2. Населення становить 3359 ос. (станом на 31 грудня 2021).

## Галерея

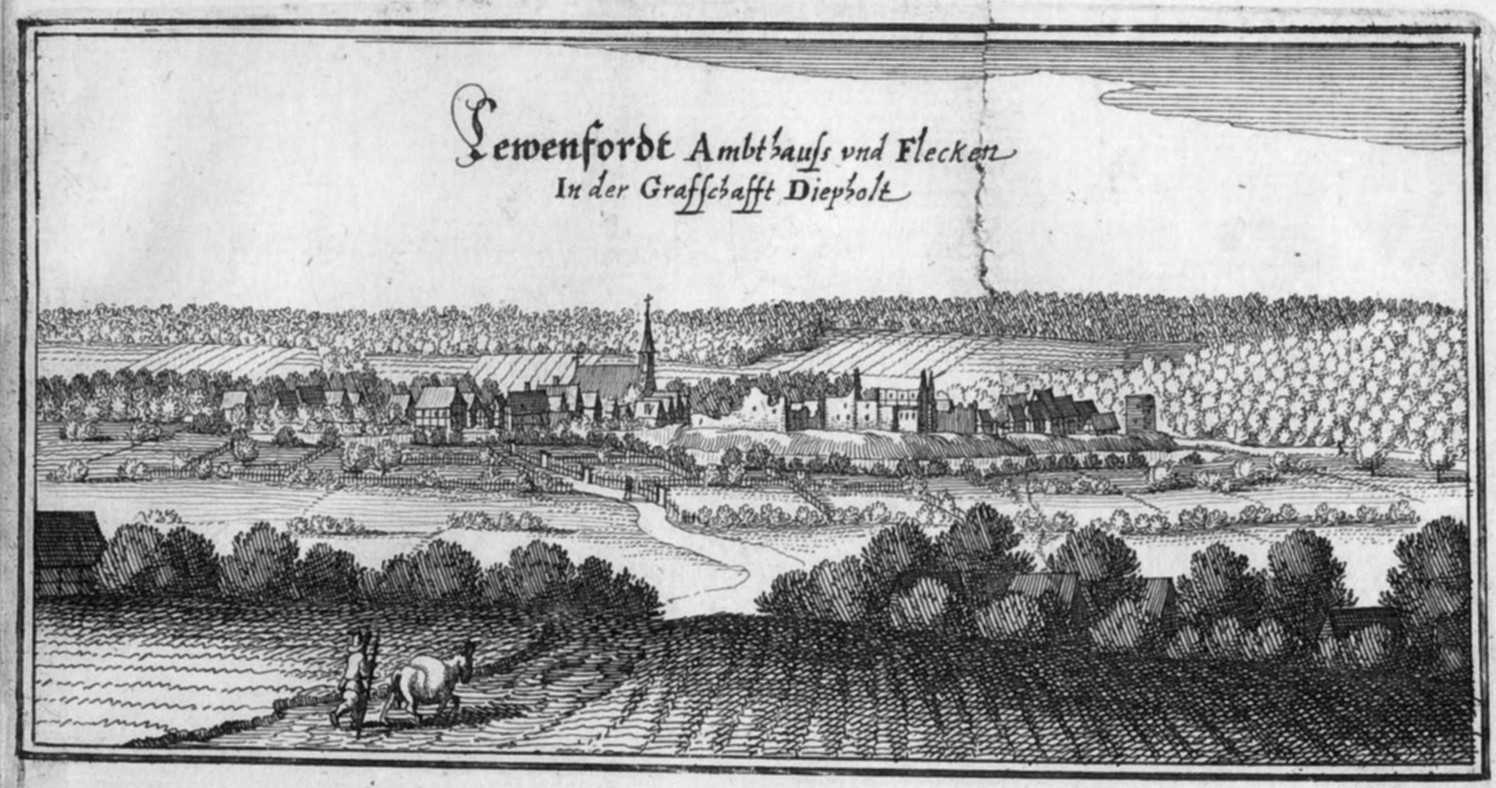
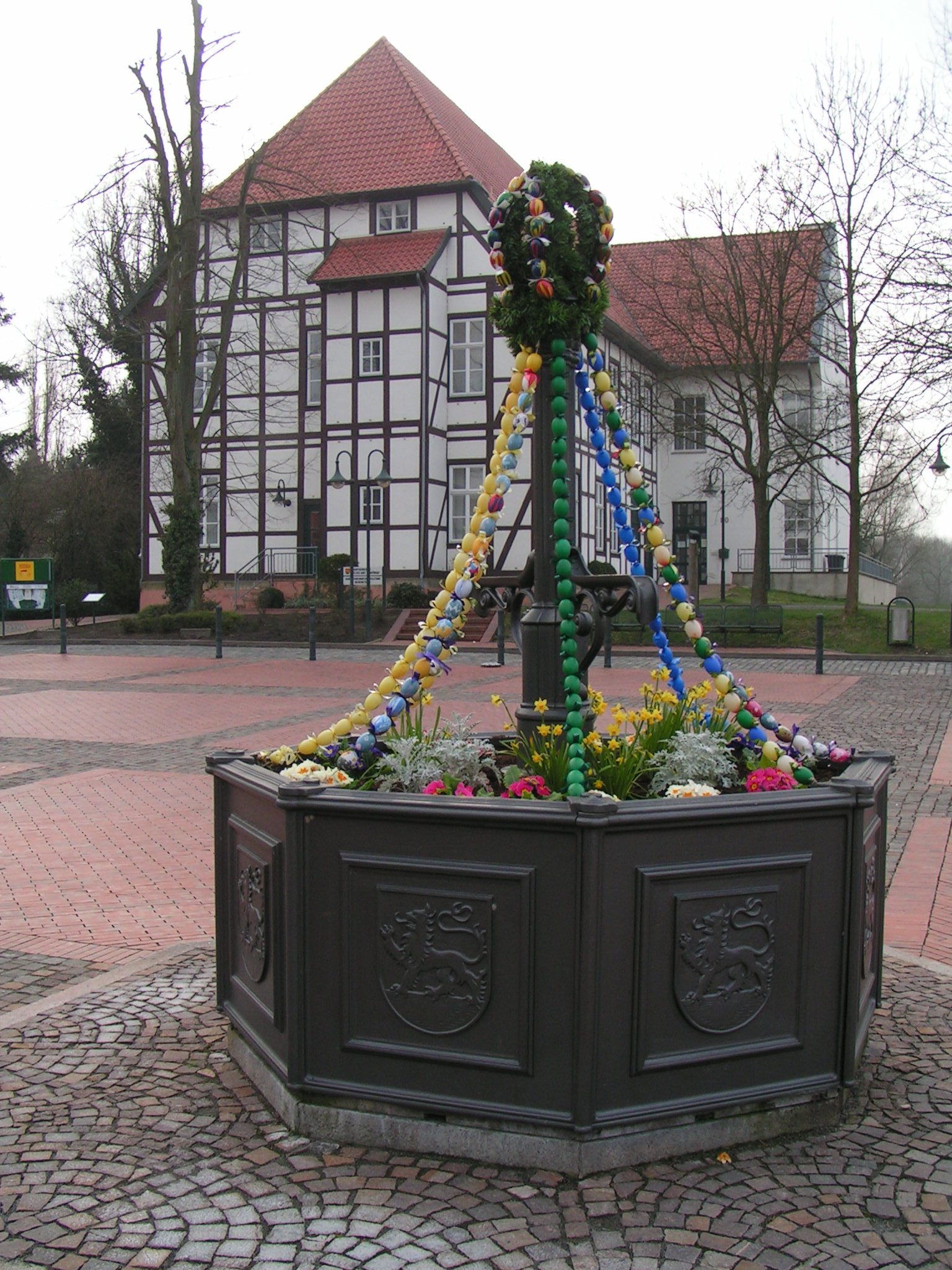
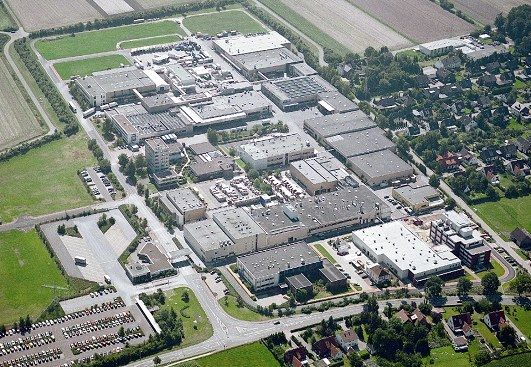